# 4TEN

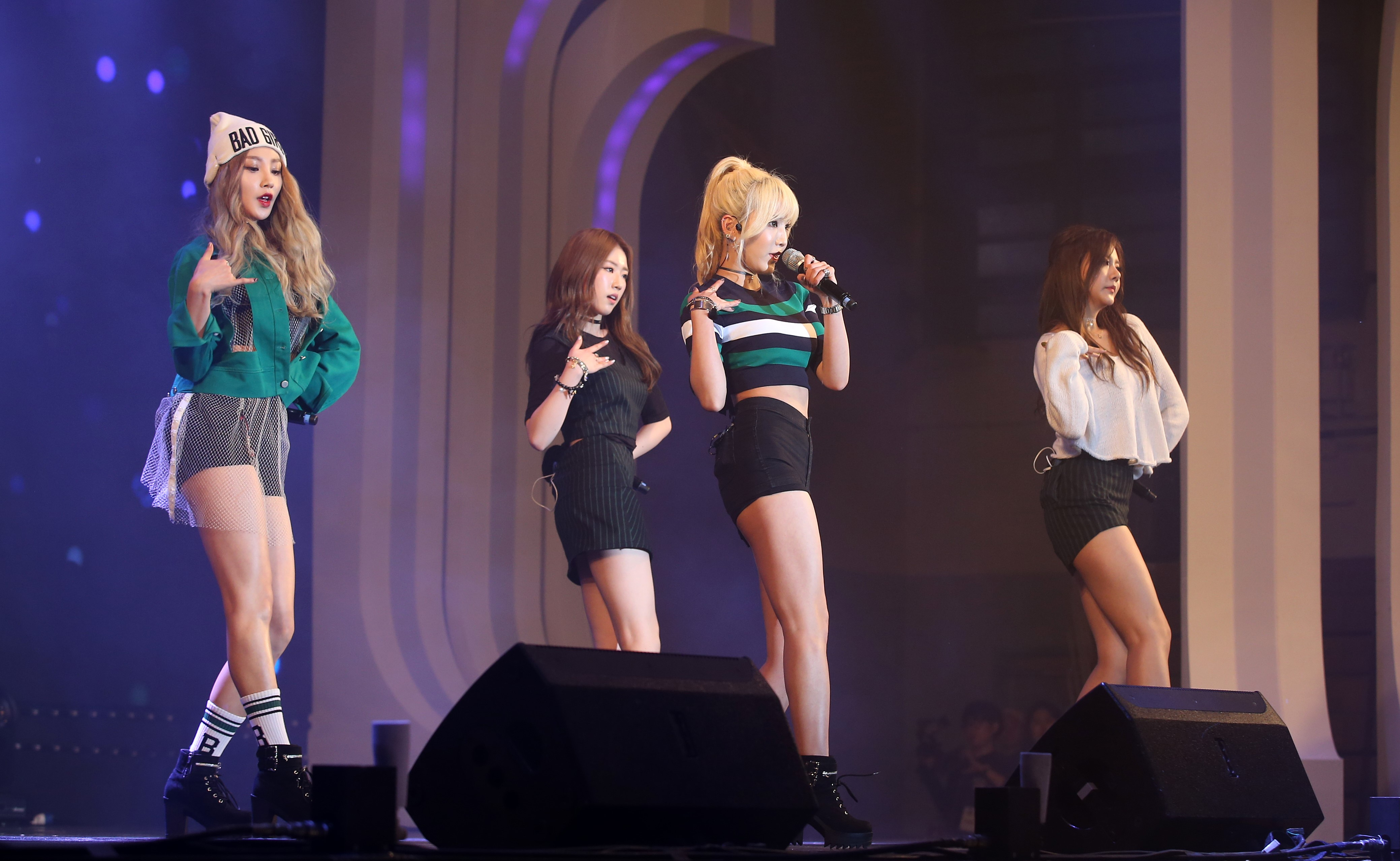
4TEN

4TEN（포텐、POTEN、ポテン）は、2014年にジャングルエンターテインメントによって結成された韓国の4(5)人組女性音楽グループである。最終的なメンバーは、ヘジ、ヘジン、ヒオの3人だった。

## 歴史
2014年に4TENという名前でデビューした。名前の由来は、「爆発する」という意味の韓国語である「ポテンショ」に由来している。
2015年、2人の元メンバーの脱退による人数の減少の影響でグループを5人に再構成する事を明らかにし、名前をPOTENに変更した。元の名前に含まれている4人組を表す4を、発音の同じ"PO"(韓国語表記:포)に変更した。一時的にカルテット（5人組）として活動した後、ハジョンの脱退によりメンバーが4人になったため、グループ名を以前と同じ4TENに戻した。

## メンバー
| 名前     | 紹介 |
| -------- | --- |
| ヘジ     | - 本名 : 정혜지〈チョン・ヘジ〉(鄭惠智) - 生年月日 : 1992年5月2日 - 出生地 : 大韓民国 ソウル特別市 - ポジション : リード, メインボーカル - 活動期間 : 2014年 - 2018年                                               |
| ヒオ     | - 本名 : 곽히오〈クヮク・ヒオ〉 - 生年月日 : 1994年5月2日 - 出生地 : 大韓民国 - ポジション : メインラッパー, メインダンサー - 活動期間 : 2015年 - 2018年                                                            |
| ユン     | - 本名 : 허윤〈ホ・ユン〉(許潤) - 生年月日 : 1994年9月23日 - 出生地 : 大韓民国 - ポジション : リードボーカル - 活動期間 : 2015年 - 2018年                                                                           |
| ヘジン   | - 本名 : 백혜진〈ベク・ヘジン〉(白慧珍) - 生年月日 : 1996年11月21日 - 出生地 : 大韓民国 慶尚南道 泗川市 - 学歴 : 同徳女子大学校 放送芸能科 - ポジション : サブボーカル, リードダンサー - 活動期間 : 2014年 - 2018年 |
| TEM      | - 本名 : Esther GongJu Tham〈イーザ・ゴンジュ・サム〉 - 生年月日 : 1990年2月13日 - 出生地 : 米国 - ポジション : リード, メインラッパー - 活動期間 : 2014年8月26日 - 2015年6月                                       |
| ユジン   | - 本名 : 최유진〈チェ・ユジン〉 - 生年月日 : 1993年12月3日 - 出生地 : 大韓民国 - ポジション : リードボーカル, リードラッパー - 活動期間 : 2014年8月26日 - 2015年6月                                                 |
| ハジョン | - 本名 : 이하정〈イ・ハジョン〉(李河貞) - 生年月日 : 1997年9月23日 - 出生地 : 大韓民国 - ポゼション : リードラッパー, サブボーカル - 活動期間 : 2015年7月3日 - 2015年9月                                            |

## アルバム活動

### シングル
| 発売順 | アルバム名                                          | トラックリスト           |
| ------ | --------------------------------------------------- | ------------------------ |
| 1      | 「 トルネード（Tornado）」 - 発売日 ：2014年8月26日 | 1. トルネード（Tornado） |
| 2      | 「 どうして 」 - 発売日 ：2015年1月5日              | 1. どうして              |
| 3      | 「 優しくして 」 - 発売日 ：2015年7月3日            | 1. 優しくして            |

### EP
| ＃ | アルバム名                                      | トラックリスト                                                      |
| -- | ----------------------------------------------- | ------------------------------------------------------------------- |
| 1  | 「JACK OF ALL TRADES」 - 発売日： 2016年2月23日 | 1. トルネード（Tornado） 2. ひどく 3. OOO 4. どうして 5. 優しくして |